# Брандуков Анатолій Андрійович
Анатолій Андрійович Брандуков — (25 грудня 1858 (6 січня 1859), Москва — 16 лютого 1930, там само) — російський віолончеліст і педагог.
Здобув освіту в Московській консерваторії, по класу віолончелі у Коссмана та Фітценхагена, також займався теорією музики у П. І. Чайковського. З 1878 по 1905 багато часу проводив в Швейцарії та Франції, де незабаром став учасником квартету Марена Марсіка, а також виступав як соліст, виконавши, зокрема, Перший віолончельний концерт Сен-Санса з оркестром під керуванням автора.
З 1906 року займав посаду директора і професора Музично-драматичного училища Московського філармонічного товариства. Після Жовтневого перевороту вів активну музично-просвітницьку діяльність, з 1921 — професор Московської консерваторії.
Похований на Введенському кладовищі в Москві. Музикантові присвячений ряд творів для віолончелі, в тому числі Pezzo capriccioso Чайковського та Соната для віолончелі та фортепіано Рахманінова. Грав на віолончелі знаменитого венеційського майстра Доменіко Монтаньяна. Власні твори Брандукова для віолончелі маловідомі, деякі зі збережених рукописів зберігаються в музеї Чайковського в Клину.